# Fjaler
Fjaler est une kommune de Norvège. Elle est située dans le comté de Vestland.

## Personnalités
- Nikka Vonen (1836-1933), folkloriste, femme de lettres et enseignante norvégienne, née et morte à Fjaler.